# Râul Boian
Râul Boian este un curs de apă, afluent al râului Inot.  Cursul superior al râului, amonte de Boianu Mare este cunoscut și sub numele de Râul Huta